# 于洪区
于洪区是辽宁省沈阳市西部的一个市辖区，区内有9个街道办事处、6个镇、2个乡。
区内地势平坦，市區位在該市東部，市區北部是工業區，市區的西部為政治、經濟、文化的中心，全區中部是水稻等穀物產區區、西北部是大豆產區及畜牧區為主，西南部為瓜果等經濟作物產區。
區內文物包括有春秋戰國時代的古墓、新乐遗址、永安橋等，以及九一八事變殘歷碑、瀋陽抗美援朝烈士陵園等。

## 行政区划
于洪区下辖10个街道办事处：
迎宾路街道、陵西街道、北陵街道、沙岭街道、南阳湖街道、城东湖街道、平罗街道、马三家街道、造化街道、光辉街道、马三家劳动教养院、光辉农场和监狱城。

## 人口
截至2020年末，全區常住人口為1066062人，户籍人口482152人，增長1%。其中男性人口233823 人，女性人口 248329 人。